# Мвепу Ілунга
Мвепу Ілунга (фр. Joseph Mwepu Ilunga, 22 серпня 1949, Бельгійське Конго — 8 травня 2015, Кіншаса) — футболіст ДР Конго, що грав на позиції захисника.
Виступав за клуб «ТП Мазембе», а також національну збірну Заїру. У складі збірної — володар Кубка африканських націй та учасник чемпіонату світу 1974 року.

## Клубна кар'єра
Виступав за команду «ТП Мазембе», з якою став дворазовим чемпіоном Заїру, а також володарем Кубка африканських чемпіонів у 1967 і 1968 роках.

## Виступи за збірну
1971 року дебютував в офіційних матчах у складі національної збірної Заїру.
У складі збірної був учасником Кубка африканських націй 1974 року в Єгипті, зігравши у всіх шести іграх і здобувши того року титул континентального чемпіона.
Того ж 1974 року був учасником першої в історії для збірної ДР Конго/Заїру світової першості — чемпіонату світу 1974 у ФРН. У своїй групі команда зайняла останнє 4 місце, поступившись Шотландії, Бразилії та Югославії. Ілунга зіграв в усіх трьох матчах, а команда встановила антирекорд чемпіонатів світу, пропустивши 14 голів і не забивши жодного.
Ілунга Мвепу став знаменитим після епізоду матчу проти Бразилії на чемпіонаті світу 1974 року, в якому він вибіг з стінки і вибив м'яч на половину поля бразильців, які готувалися пробити штрафний удар, за що отримав від арбітра зустрічі жовту картку. Багато глядачів і коментатори порахували даний епізод яскравим доказом недисциплінованості і слабкого знання футбольних правил гравцями африканської команди. Висловлювалася також думка, що гравці команди Заїру використовували цей прийом для затягування часу, оскільки керівництво країни пообіцяло суворо покарати футболістів за поразку від бразильців з різницею більш ніж в три мяча. Пізніше Мвепу заявляв, що був чудово знайомий з правилами гри, а свій вчинок пояснив протестом проти небажання керівництва команди виплатити гравцям преміальні за участь у турнірі. Він також заявив, що розраховував на те, що арбітр видалить його з поля, проте Мвепу отримав всього лише жовту картку.
Загалом протягом кар'єри у національній команді провів у її формі 21 матч.
Помер 8 травня 2015 року на 66-му році життя після тривалої хвороби в лікарні Сен-Жозефа де Лімете у місті Кіншаса.

## Статистика виступів

### Статистика виступів за збірну
| Дата       | Місто         | Господарі | Результат | Гості     | Турнір                                   | Голи | Примітки |
| ---------- | ------------- | --------- | --------- | --------- | ---------------------------------------- | ---- | -------- |
| 27-2-1973  | Кіншаса       | Заїр      | 2 – 0     | Камерун   | Відбір до Кубка африканських націй 1974  | -    |          |
| 5-8-1973   | Аккра         | Гана      | 1 – 0     | Заїр      | Відбір до Кубка африканських націй 1974  | -    |          |
| 19-8-1973  | Кіншаса       | Заїр      | 4 – 1     | Гана      | Відбір до Кубка африканських націй 1974  | -    |          |
| 4-11-1973  | Лусака        | Замбія    | 0 – 2     | Заїр      | Відбір до Кубка африканських націй 1974  | -    |          |
| 18-11-1973 | Кіншаса       | Заїр      | 2 – 1     | Замбія    | Відбір до Кубка африканських націй 1974  | -    |          |
| 9-12-1973  | Кіншаса       | Заїр      | 3 – 0     | Марокко   | Відбір до Кубка африканських націй 1974  | -    |          |
| 9-4-1974   | Каїр          | Єгипет    | 2 – 3     | Заїр      | Кубок африканських націй 1974 - півфінал | -    |          |
| 14-6-1974  | Дортмунд      | Заїр      | 0 – 2     | Шотландія | ЧС 1974                                  | -    |          |
| 18-6-1974  | Гельзенкірхен | Югославія | 9 – 0     | Заїр      | ЧС 1974                                  | -    |          |
| 22-6-1974  | Гельзенкірхен | Заїр      | 0 – 3     | Бразилія  | ЧС 1974                                  | -    | 78'      |
| Усього     |               | Матчів    | 10        |           | Голів                                    | 0    |          |

## Титули і досягнення
- Чемпіон Заїру (2):

«ТП Мазембе»: 1969, 1976
- Переможець Ліги чемпіонів КАФ (2):

«ТП Мазембе»: 1967, 1968
- Володар Кубка африканських націй (1):

Заїр: 1974